# (932) Hooveria
(932) Hooveria és un asteroide del cinturó principal descobert per l'astrònom Johann Palisa en 1920 des de l'observatori de Viena, Viena (Àustria).
Porta el seu nom en honor del polític estatunidenc Herbert Hoover (1874-1964), 31è president dels Estats Units.
S'estima que té un diàmetre de 58,978 ± 0,804 km. La seva distància mínima d'intersecció de l'òrbita terrestre és d'1,22241 ua. El seu TJ és de 3,495.
Les observacions fotomètriques recollides d'aquest asteroide mostren un període de rotació de 39,1 hores, amb una variació de lluentor de 10,00 de magnitud absoluta.